# Mirzápur
Mirzápur (hindsky मिर्ज़ापुर, urdsky مرزا پور‎) je město v Uttarpradéši, jednom z indických svazových států. K roku 2011 v něm žilo přes 234 tisíc obyvatel.

## Poloha a doprava
Mirzápur leží na jižním břehu Gangy na východě Uttarpradéše. Je vzdálen přibližně padesát kilometrů západně od Váránasí a osmdesát kilometrů východně od Prajágrádže.
Přes město prochází železniční trať z Prajágrádže do Mugalsaráje.

## Dějiny
Již v koncem osmnáctého století se jednalo o důležité obchodní středisko, přes které byla dopravována do Kalkaty bavlna a obilí. Jeho výsadní postavení bylo dána zejména tím, že se jednalo o nejvyšší bod Gangy splavný pro velké lodě. Proto značně ztratil na významu po postavení železnice do Prajágrádže v roce 1864.